# Championnat de France masculin de handball de Nationale 1 2024-2025
Navigation
Nationale 1 2023-2024 Nationale 1 2025-2026
Le Championnat de France masculin de handball de Nationale 1 2024-2025 est la 69e édition de cette compétition qui constitue le 3e échelon national et le plus haut niveau ouvert aux clubs amateurs. Ce championnat se déroule selon deux niveaux : 
- une poule Fédérale qui regroupe les meilleures équipes de la saison précédente et avec laquelle ont lieu les promotions et relégations avec la Proligue (D2) ;
- trois poules géographiques avec lesquelles ont lieu les promotions et relégations avec la Nationale 2 (D4).

Seul l'US Saintes, premier de la poule Fédérale, accède à la Proligue puisque l'US Dreux-Vernouillet a renoncé à nouveau la montée. Les six clubs relégués en Nationale 2 (D4) devraient être (à confirmer) le CPB Rennes, le Cesson Rennes MHB  rés., les Carabiniers de Billy-Montigny, le Thionville Moselle Handball, l'Annecy Handball et le Pau Nousty Sports.
La finale entre l'US Saintes et le Montpellier Handball a été arrêtée après seulement 90 s de jeu pour jets de projectiles sur les arbitres,,.

## Présentation

### Formule de la compétition
Pour la saison 2024/2025 le championnat se déroule avec quatre poules :
- la poule 1 dite fédérale (ex Elite) est composée de treize (13) clubs respectant le cahier des charges défini pour cette poule par la CNCG (budget minimum de 500 000 € et au minimum 4 joueurs professionnels (équivalent temps plein) salariés)[7]. À l'issue de la saison régulière, les 2 meilleurs peuvent accéder en Proligue (D2) (sous réserve de respecter les exigences du cahier des charges de la LNH). Les trois dernières équipes intègrent les poules géographiques.
- les poules dites géographiques sont composées de 13 (poules 2 et 3) ou 12 équipes (poule 4). Les clubs doivent y respecter le cahier des charges pour les équipes hors poule fédérale défini par la CNCG (pas de budget minimum mais au minimum 2 joueurs professionnels (équivalent temps plein) salariés. Les équipes classées premier de chacune des trois poules peuvent intégrer la poule Fédérale la saison suivante s'ils respecteront le cahier des charges de la CNCG pour la poule Fédérale. Les équipes classées aux deux dernières places de chacune des trois poules sont reléguées en Nationale 2 (D4).

Le meilleur premier sur l’ensemble des poules Géographiques est directement qualifié pour la finale de N1M contre le premier de la poule Fédérale. Le vainqueur est déclaré champion de France de Nationale 1 masculine.

### Équipes participantes
Les équipes participantes et les poules sont :
| Poule | Club                                  | Localisation                                             |
| ----- | ------------------------------------- | -------------------------------------------------------- |
| 1     | Martigues Handball                    | Provence-Alpes-Côte d'Azur, Bouches-du-Rhône, Martigues  |
| 1     | CS Vesoul Haute-Saône                 | Bourgogne-Franche-Comté, Haute-Saône, Vesoul             |
| 1     | Tremblay Handball rés.                | Île-de-France, Seine-Saint-Denis, Tremblay-en-France     |
| 1     | Élite Val d'Oise                      | Île-de-France, Val-d'Oise, Franconville et Saint-Gratien |
| 1     | Saran Loiret Handball rés.            | Centre-Val de Loire, Loiret, Saran                       |
| 1     | US Saintes                            | Nouvelle-Aquitaine, Charente-Maritime, Saintes           |
| 1     | ASPTT Mulhouse/Rixheim                | Grand Est, Haut-Rhin, Rixheim                            |
| 1     | Lanester Handball                     | Bretagne, Morbihan, Lanester                             |
| 1     | US Dreux-Vernouillet                  | Centre-Val de Loire, Eure-et-Loir, Dreux et Vernouillet  |
| 1     | AC Boulogne-Billancourt               | Île-de-France, Hauts-de-Seine, Boulogne-Billancourt      |
| 1     | Paris Saint-Germain rés.              | Île-de-France, Paris, Paris                              |
| 1     | Handball Hazebrouck 71                | Hauts-de-France, Nord, Hazebrouck                        |
| 1     | Draguignan Var Handball               | Provence-Alpes-Côte d'Azur, Var, Draguignan              |
| 2     | Saint-Cyr Handball                    | Centre-Val de Loire, Indre-et-Loire, Saint-Cyr-sur-Loire |
| 2     | HBC Gien Loiret                       | Centre-Val de Loire, Loiret, Gien                        |
| 2     | ASB Rezé                              | Pays de la Loire, Loire-Atlantique, Rezé                 |
| 2     | Cesson Rennes MHB rés.                | Bretagne, Ille-et-Vilaine, Cesson-Sévigné                |
| 2     | HBC Nantes rés.                       | Pays de la Loire, Loire-Atlantique, Nantes               |
| 2     | US Ivry rés.                          | Île-de-France, Val-de-Marne, Ivry-sur-Seine              |
| 2     | CPB Rennes HB                         | Bretagne, Ille-et-Vilaine, Rennes                        |
| 2     | Union Sud Mayenne Handball            | Pays de la Loire, Mayenne, Château-Gontier               |
| 2     | Hennebont Lochrist Handball           | Bretagne, Morbihan, Hennebont                            |
| 2     | Saint-Marcel Vernon                   | Normandie, Eure, Vernon                                  |
| 2     | Grand Poitiers Handball 86            | Nouvelle-Aquitaine, Vienne, Poitiers                     |
| 2     | HBC Libourne                          | Nouvelle-Aquitaine, Gironde, Libourne                    |
| 2     | HBC Livry-Gargan                      | Île-de-France, Seine-Saint-Denis, Livry-Gargan           |
| 3     | Lille Métropole HBC Villeneuve d'Ascq | Hauts-de-France, Nord, Villeneuve-d'Ascq                 |
| 3     | ESM Gonfreville                       | Normandie, Seine-Maritime, Gonfreville-l'Orcher          |
| 3     | US Créteil rés.                       | Île-de-France, Val-de-Marne, Créteil                     |
| 3     | AS Folschviller                       | Grand Est, Moselle, Folschviller                         |
| 3     | Belfort AUHB                          | Bourgogne-Franche-Comté, Territoire de Belfort, Belfort  |
| 3     | Metz Handball                         | Grand Est, Moselle, Metz                                 |
| 3     | Torcy HB Marne-la-Vallée              | Île-de-France, Seine-et-Marne, Torcy                     |
| 3     | Molsheim OC                           | Grand Est, Bas-Rhin, Molsheim,                           |
| 3     | Thionville Moselle Handball           | Grand Est, Moselle, Thionville                           |
| 3     | Sélestat Alsace Handball rés.         | Grand Est, Bas-Rhin, Sélestat                            |
| 3     | Chambéry SMB HB rés.                  | Auvergne-Rhône-Alpes, Savoie, Chambéry                   |
| 3     | Rouen Handball                        | Normandie, Seine-Maritime, Rouen,                        |
| 3     | Mainvilliers-Chartres Handball rés.   | Centre-Val de Loire, Eure-et-Loir, Chartres              |
| 4     | Montpellier Handball rés.             | Occitanie, Hérault, Montpellier                          |
| 4     | USAM Nîmes Gard rés.                  | Occitanie, Gard, Nîmes                                   |
| 4     | CS Annecy-le-Vieux                    | Auvergne-Rhône-Alpes, Haute-Savoie, Annecy               |
| 4     | AS Lyon Caluire                       | Auvergne-Rhône-Alpes, Rhône, Lyon et Caluire-et-Cuire    |
| 4     | Cavigal Nice handball                 | Provence-Alpes-Côte d'Azur, Alpes-Maritimes, Nice        |
| 4     | Billère Handball rés.                 | Nouvelle-Aquitaine, Pyrénées-Atlantiques, Billère        |
| 4     | Fenix Toulouse rés.                   | Occitanie, Haute-Garonne, Toulouse                       |
| 4     | Bordeaux Bruges / Lormont HB          | Nouvelle-Aquitaine, Gironde, Bordeaux, Bruges et Lormont |
| 4     | Pays d'Aix UC rés.                    | PACA, Bouches-du-Rhône, Aix-en-Provence                  |
| 4     | Pau Nousty Sports                     | Nouvelle-Aquitaine, Pyrénées-Atlantiques, Nousty         |
| 4     | Gazélec Ajaccio                       | Corse, Corse-du-Sud, Ajaccio                             |
| 4     | Grenoble St-Martin-d'Hères            | Auvergne-Rhône-Alpes, Isère, Saint-Martin-d'Hères        |

## Résultats

### Poule 1 (fédérale)
Le classement finale de la Poule 1 (fédérale) est :
|    | Équipe                     | Pts | J  | G  | N | P  | Bp  | Bc  | Diff | Dép |
| -- | -------------------------- | --- | -- | -- | - | -- | --- | --- | ---- | --- |
| 1  | US Saintes                 | 60  | 24 | 18 | 0 | 6  | 817 | 733 | 84   | +2  |
| 2  | US Dreux-Vernouillet       | 60  | 24 | 15 | 6 | 3  | 734 | 673 | 61   | -2  |
| 3  | ASPTT Mulhouse/Rixheim     | 53  | 24 | 13 | 3 | 8  | 730 | 731 | -1   | ?   |
| 4  | Handball Hazebrouck 71     | 53  | 24 | 13 | 3 | 8  | 767 | 745 | 22   | ?   |
| 5  | Draguignan Var Handball    | 53  | 24 | 14 | 1 | 9  | 715 | 667 | 48   | ?   |
| 6  | Paris Saint-Germain rés.   | 50  | 24 | 11 | 4 | 9  | 761 | 734 | 27   | ?   |
| 7  | AC Boulogne-Billancourt    | 50  | 24 | 10 | 6 | 8  | 773 | 785 | -12  | ?   |
| 8  | Élite Val d'Oise           | 50  | 24 | 12 | 2 | 10 | 703 | 695 | 8    | ?   |
| 9  | Lanester Handball          | 46  | 24 | 10 | 2 | 12 | 810 | 816 | -6   | /   |
| 10 | Saran Loiret Handball rés. | 41  | 24 | 8  | 1 | 15 | 759 | 789 | -30  | /   |
| 11 | Martigues Handball         | 39  | 24 | 6  | 3 | 15 | 707 | 728 | -21  | ?   |
| 12 | CS Vesoul Haute-Saône      | 39  | 24 | 6  | 3 | 15 | 770 | 835 | -65  | ?   |
| 13 | Tremblay Handball rés.     | 30  | 24 | 2  | 2 | 20 | 625 | 740 | -115 | /   |

- Promu en Proligue et qualifié pour la finale
- Promu en Proligue mais a renoncé
- Intègre les poules géographiques (à confirmer)
- rés. : Équipe réserve
- R : Relégué de Proligue (aucun)

### Poule 2
Le classement finale de la Poule 2 est :
|    | Équipe                      | Pts | J  | G  | N | P  | Bp  | Bc  | Diff |
| -- | --------------------------- | --- | -- | -- | - | -- | --- | --- | ---- |
| 1  | Saint-Cyr Handball          | 63  | 24 | 19 | 1 | 4  | 759 | 638 | 121  |
| 2  | Bordeaux Bruges Lormont     | 53  | 24 | 13 | 3 | 8  | 744 | 717 | 27   |
| 3  | US Ivry rés.                | 50  | 24 | 11 | 4 | 9  | 732 | 701 | 31   |
| 4  | HBC Nantes rés.             | 50  | 24 | 12 | 2 | 10 | 756 | 735 | 21   |
| 5  | Hennebont Lochrist Handball | 49  | 24 | 10 | 5 | 9  | 694 | 709 | -15  |
| 6  | Torcy HB Marne-la-Vallée    | 48  | 24 | 11 | 3 | 10 | 723 | 756 | -33  |
| 7  | Grand Poitiers Handball 86  | 48  | 24 | 10 | 4 | 10 | 687 | 683 | 4    |
| 8  | HBC Libourne                | 46  | 24 | 8  | 6 | 10 | 723 | 712 | 11   |
| 9  | Union Sud Mayenne Handball  | 46  | 24 | 10 | 2 | 12 | 701 | 722 | -21  |
| 10 | ASB Rezé                    | 45  | 24 | 8  | 5 | 11 | 776 | 814 | -38  |
| 11 | Mainvilliers-Chartres rés.  | 44  | 24 | 8  | 4 | 12 | 753 | 797 | -44  |
| 12 | CPB Rennes                  | 42  | 24 | 9  | 0 | 15 | 679 | 701 | -22  |
| 13 | Cesson Rennes MHB rés.      | 39  | 24 | 5  | 5 | 14 | 693 | 735 | -42  |

- Départage des meilleurs premiers
000et intègre la poule fédérale (à confirmer)
- rés. : Équipe réserve
- Relégué en Nationale 2 (D4) (à confirmer)

### Poule 3
Le classement finale de la Poule 3 est :
|    | Équipe                                | Pts | J  | G  | N | P  | Bp  | Bc  | Diff |
| -- | ------------------------------------- | --- | -- | -- | - | -- | --- | --- | ---- |
| 1  | Molsheim OC                           | 62  | 24 | 18 | 2 | 4  | 690 | 611 | 79   |
| 2  | AS Folschviller                       | 60  | 24 | 16 | 4 | 4  | 694 | 643 | 51   |
| 3  | Belfort AUHB                          | 54  | 24 | 15 | 0 | 9  | 734 | 673 | 61   |
| 4  | US Créteil rés.                       | 54  | 24 | 15 | 0 | 9  | 713 | 680 | 33   |
| 5  | Rouen Handball                        | 53  | 24 | 13 | 3 | 8  | 660 | 604 | 56   |
| 6  | ESM Gonfreville                       | 51  | 24 | 15 | 0 | 9  | 702 | 672 | 30   |
| 7  | Metz Handball                         | 50  | 24 | 11 | 4 | 9  | 645 | 627 | 18   |
| 8  | AS Saint Brice Courcelles             | 47  | 24 | 11 | 2 | 11 | 694 | 699 | -5   |
| 9  | HBC Livry-Gargan                      | 44  | 24 | 10 | 0 | 14 | 711 | 704 | 7    |
| 10 | Sélestat Alsace Handball rés.         | 43  | 24 | 8  | 3 | 13 | 699 | 715 | -16  |
| 11 | Lille Métropole HBC Villeneuve d'Ascq | 41  | 24 | 7  | 3 | 14 | 683 | 727 | -44  |
| 12 | Carabiniers de Billy-Montigny         | 35  | 24 | 5  | 1 | 18 | 653 | 730 | -77  |
| 13 | Thionville Moselle Handball           | 26  | 24 | 1  | 0 | 23 | 600 | 793 | -193 |

- Départage des meilleurs premiers
000et intègre la poule fédérale (à confirmer)
- rés. : Équipe réserve
- Relégué en Nationale 2 (D4) (à confirmer)

### Poule 4
Le classement finale de la Poule 4 est :
|    | Équipe                     | Pts | J  | G  | N | P  | Bp  | Bc  | Diff |
| -- | -------------------------- | --- | -- | -- | - | -- | --- | --- | ---- |
| 1  | Montpellier Handball rés.  | 59  | 22 | 18 | 1 | 3  | 706 | 622 | 84   |
| 2  | Grenoble St-Martin-d'Hères | 52  | 22 | 14 | 2 | 6  | 687 | 629 | 58   |
| 3  | CS Annecy-le-Vieux         | 48  | 22 | 12 | 2 | 8  | 686 | 645 | 41   |
| 4  | Pays d'Aix UC rés.         | 48  | 22 | 12 | 3 | 7  | 644 | 630 | 14   |
| 5  | Cavigal Nice handball      | 48  | 22 | 12 | 2 | 8  | 653 | 648 | 5    |
| 6  | Billère Handball rés.      | 47  | 22 | 12 | 1 | 9  | 610 | 594 | 16   |
| 7  | Chambéry SMB HB rés.       | 46  | 22 | 10 | 4 | 8  | 674 | 665 | 9    |
| 8  | Gazélec Ajaccio            | 41  | 22 | 9  | 1 | 12 | 612 | 620 | -8   |
| 9  | AS Lyon Caluire            | 41  | 22 | 9  | 1 | 12 | 598 | 639 | -41  |
| 10 | USAM Nîmes Gard rés.       | 36  | 22 | 7  | 0 | 15 | 646 | 634 | 12   |
| 11 | Annecy Handball            | 33  | 22 | 5  | 1 | 16 | 582 | 681 | -99  |
| 12 | Pau Nousty Sports          | 28  | 22 | 2  | 2 | 18 | 610 | 701 | -91  |

- Départage des meilleurs premiers
000et intègre la poule fédérale (à confirmer)
- rés. : Équipe réserve
- Relégué en Nationale 2 (D4) (à confirmer)

### Finale
La finale oppose le premier de la poule Fédérale au meilleur premier des poules géographiques.
Dans la poule fédérale, l'US Saintes et l'US Dreux-Vernouillet sont à égalité de points et sont donc départagées à la différence de but particulière, au profit de Saintes.
Le classement des premiers de chacune des poules géographiques est :
| Rang | Équipe                        | Pts | J  | Moy.  |
| ---- | ----------------------------- | --- | -- | ----- |
| 1    | [4] Montpellier Handball rés. | 59  | 22 | 2,68  |
| 2    | [2] Saint-Cyr Handball        | 63  | 24 | 2,625 |
| 3    | [3] Molsheim OC               | 62  | 24 | 2,58  |

Ainsi, la finale entre l'US Saintes et le Montpellier Handball  rés. a ainsi lieu le 14 juin 2025 au Palais des sports Robert-Oubron de Créteil.
Mais elle est arrêtée après seulement 90 s de jeu pour jets de projectiles sur les arbitres,,. La Fédération française de handball doit statuer sur les suites de cette évènement.